# Lac Alicia
Pour les articles homonymes, voir Alicia.
Le lac Alicia est un lac français de l'île Australia de l'archipel des Kerguelen, dans les Terres australes et antarctiques françaises.